# Mistrzostwa Polski w Boksie 1964
35. Mistrzostwa Polski w boksie mężczyzn odbyły się w dniach 5-12 lipca 1964 roku w Bydgoszczy.

## Medaliści
| Kategoria:                        | Złoto:                                      | Srebro:                                | Brąz:                                                                       |
| waga musza (do 51 kg)             | Zbigniew Olech (Gwardia Wrocław)            | Artur Olech (Gwardia Wrocław)          | Edward Nakonieczny (Hutnik Nowa Huta) Józef Wiatrzyk (Stal Stalowa Wola)    |
| waga kogucia (do 54 kg)           | Brunon Bendig (Polonia Gdańsk)              | Henryk Mielczewski (Zawisza Bydgoszcz) | Stanisław Dzienis (Gwardia Białystok) Stanisław Żydaczek (Metal Tarnów)     |
| waga piórkowa (do 57 kg)          | Jerzy Adamski (Astoria Bydgoszcz)           | Piotr Gutman (ŁTS Łabędy)              | Adam Kowalczyk (Lublinianka) Jarosław Kulesza (Wybrzeże Gdańsk)             |
| waga lekka (do 60 kg)             | Ryszard Petek (Brda Bydgoszcz)              | Antoni Dąsal (Gwardia Wrocław)         | Zygmunt Kielich (Gwardia Łódź) Franciszek Malicki (Gwardia Zielona Góra)    |
| waga lekkopółśrednia (do 63,5 kg) | Jerzy Kulej (Gwardia Warszawa)              | Jan Modrzakowski (BBTS Bielsko-Biała)  | Jan Dynia (Bieszczady Rzeszów) Wiesław Fąfara (Wisła Kraków)                |
| waga półśrednia (do 67 kg)        | Leszek Drogosz (Błękitni Kielce)            | Sylwester Kaczyński (Legia Warszawa)   | Stanisław Gajewski (Hutnik Nowa Huta) Stanisław Szado (Stal Stalowa Wola)   |
| waga lekkośrednia (do 71 kg)      | Józef Grzesiak (Gwardia Wrocław)            | Bogdan Misiak (Gwardia Łódź)           | Kazimierz Graczyk (Astoria Bydgoszcz) Józef Knut (Wybrzeże Gdańsk)          |
| waga średnia (do 75 kg)           | Tadeusz Walasek (Gwardia Warszawa)          | Lucjan Słowakiewicz (Hutnik Nowa Huta) | Henryk Dampc (Wybrzeże Gdańsk) Bogdan Guziński (Widzew Łódź)                |
| waga półciężka (do 81 kg)         | Zbigniew Pietrzykowski (BBTS Bielsko-Biała) | Zdzisław Józefowicz (Gwardia Łódź)     | Stanisław Dragan (Hutnik Nowa Huta) Józef Zygarłowski (Gwardia Warszawa)    |
| waga ciężka (powyżej 81 kg)       | Tadeusz Kubacki (Gwardia Łódź)              | Henryk Uczyński (Astoria Bydgoszcz)    | Ludwik Denderys (Gwardia Wrocław) Władysław Jędrzejewski (Hutnik Nowa Huta) |